# Экваториальная монтировка

Принцип действия. Красный телескоп неподвижен, зелёный вращается вокруг оси, которая смотрит на зрителя

Экваториа́льная (параллактическая) монтиро́вка — устройство для установки телескопа (или другого астрономического инструмента) так, чтобы одна из его осей была параллельна земной оси (и, соответственно, перпендикулярна небесному экватору).

## Назначение и устройство
Вследствие вращения Земли, с течением времени, наблюдаемые внеземные объекты смещаются и «убегают» из поля зрения, что доставляет неудобства при наблюдениях, а при астросъёмке является критичным ограничением для длины выдержки. Экваториальная монтировка призвана скомпенсировать вращение земного шара вращением телескопа в плоскости небесного экватора. Достаточно поставить на эту ось (параллельную земной) механизм, который поворачивал бы телескоп на один оборот за 24 часа в направлении, противоположном вращению нашей планеты. Наблюдаемые в такой телескоп объекты не «убегают» из поля зрения, а возможности астросъёмки значительно расширяются.
Одна из осей вращения телескопа в экваториальной монтировке параллельна оси вращения Земли (и, соответственно, оси мира) и называется осью прямого восхождения или осью R. A. (от англ. Right Ascension), или часовой осью, или полярной осью. Именно эта ось позволяет скомпенсировать вращение земного шара. Перпендикулярная ось называется осью склонений, или осью Dec. (от англ. Declination) и позволяет направлять телескоп от плоскости небесного экватора до объекта наблюдения.
Угол наклона оси прямого восхождения по отношению к поверхности Земли равен географической широте места, в котором установлен телескоп. На географическом полюсе она должна быть направлена перпендикулярно земной поверхности, а на экваторе — параллельно.

## Разновидности экваториальных монтировок

### Немецкая монтировка

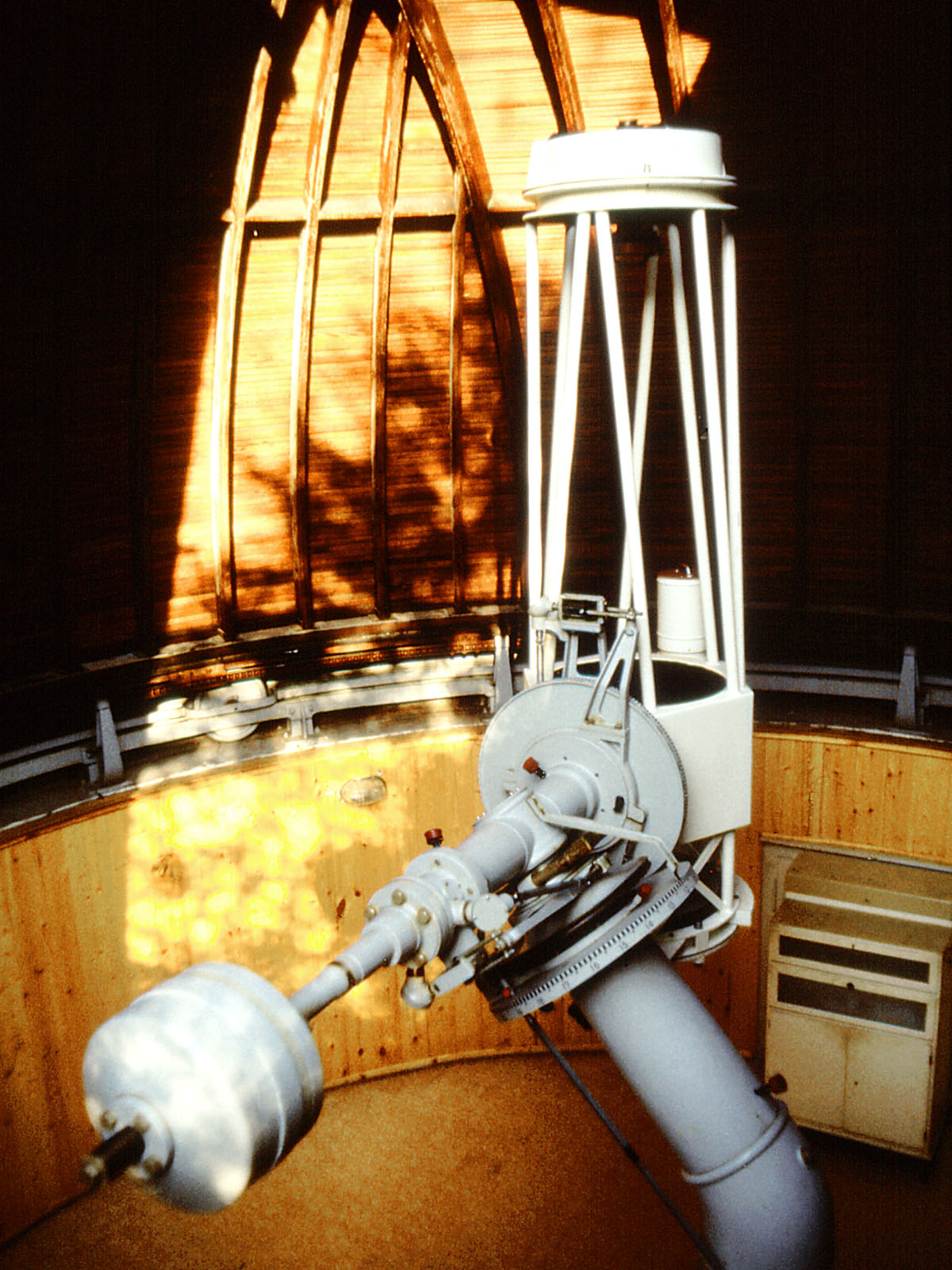
50 см телескоп Астрономической обсерватории в Йене, Германия, на немецкой монтировке

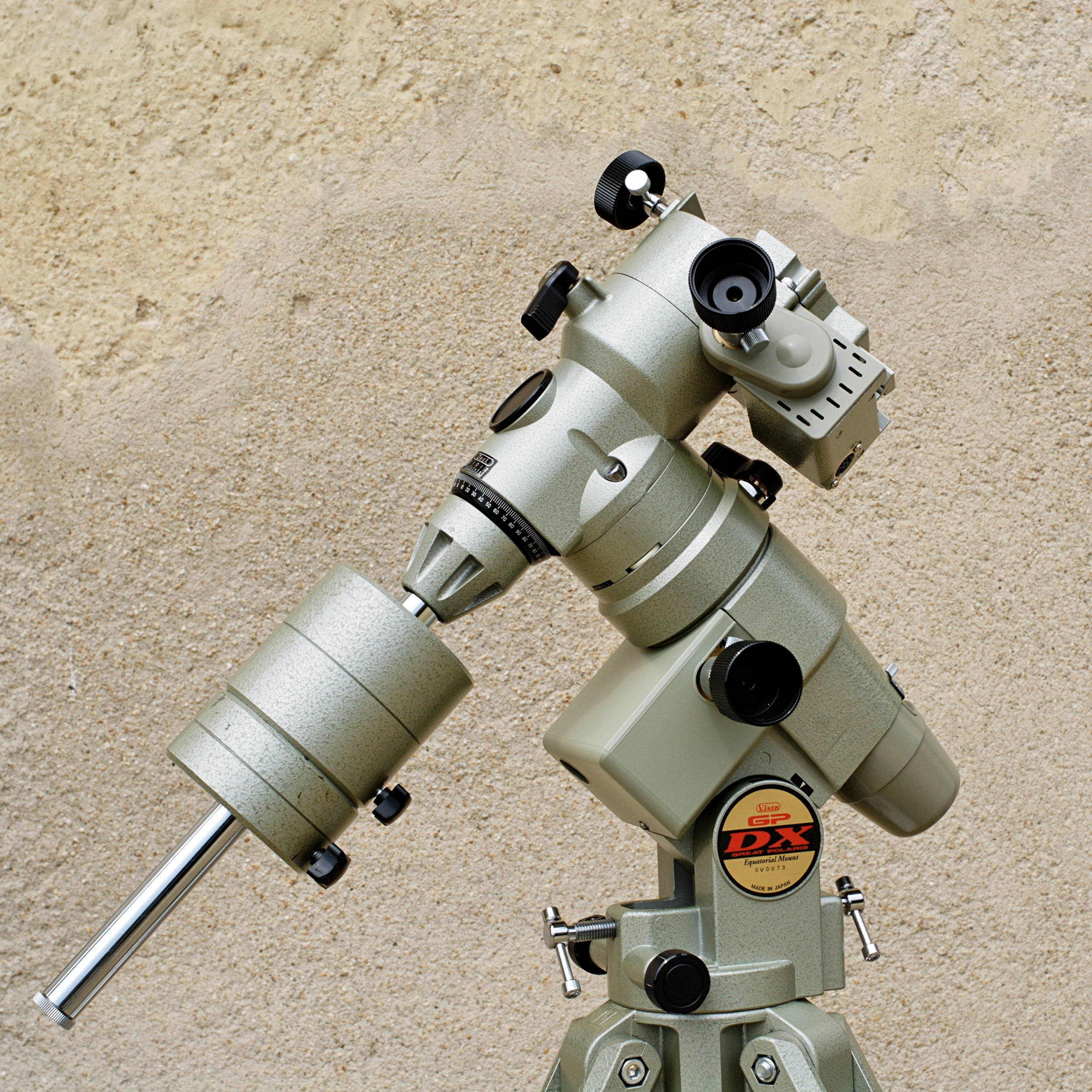
Экваториальная монтировка немецкого типа для любительского телескопа

Разновидность экваториальной монтировки, в которой один из концов полярной оси несёт на себе корпус оси склонений. Эта монтировка несимметрична, поэтому требует противовеса. Одним из недостатков является необходимость прерывать наблюдения при прохождении светилом меридиана в точке нижней кульминации, так как труба телескопа в этом случае упирается в основание (колонну), этот недостаток известен как GEM flip. Чтобы избежать этого, колонну изгибают под углом, равным широте местности. Кроме того, использование этого типа монтировок в приполярных областях доставляет дополнительные неудобства из-за очень большого угла наклона.

### Английская монтировка

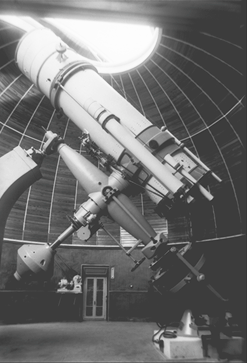
1 м телескоп Цейсс Астрономической обсерватории в Мерате, Италия, на асимметричной английской монтировке

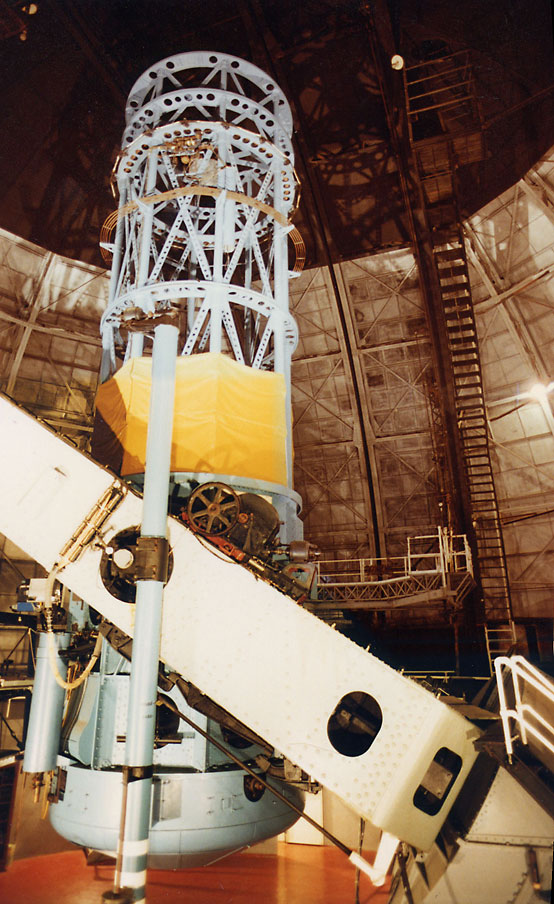
2,5 м телескоп Хукера на симметричной английской монтировке с ярмом

Монтировка, в которой полярная ось имеет опоры под обоими концами, а в её середине находится подшипник оси склонений. Английская монтировка бывает несимметричная (на фото справа), симметричная, и симметричная с ярмом (на фото слева, ярмо не показано).
Английская монтировка в симметричной версии, как и немецкая монтировка, позволяет направить лучи в куде фокус при помощи лишь двух плоских вспомогательных зеркал.

### Американская монтировка

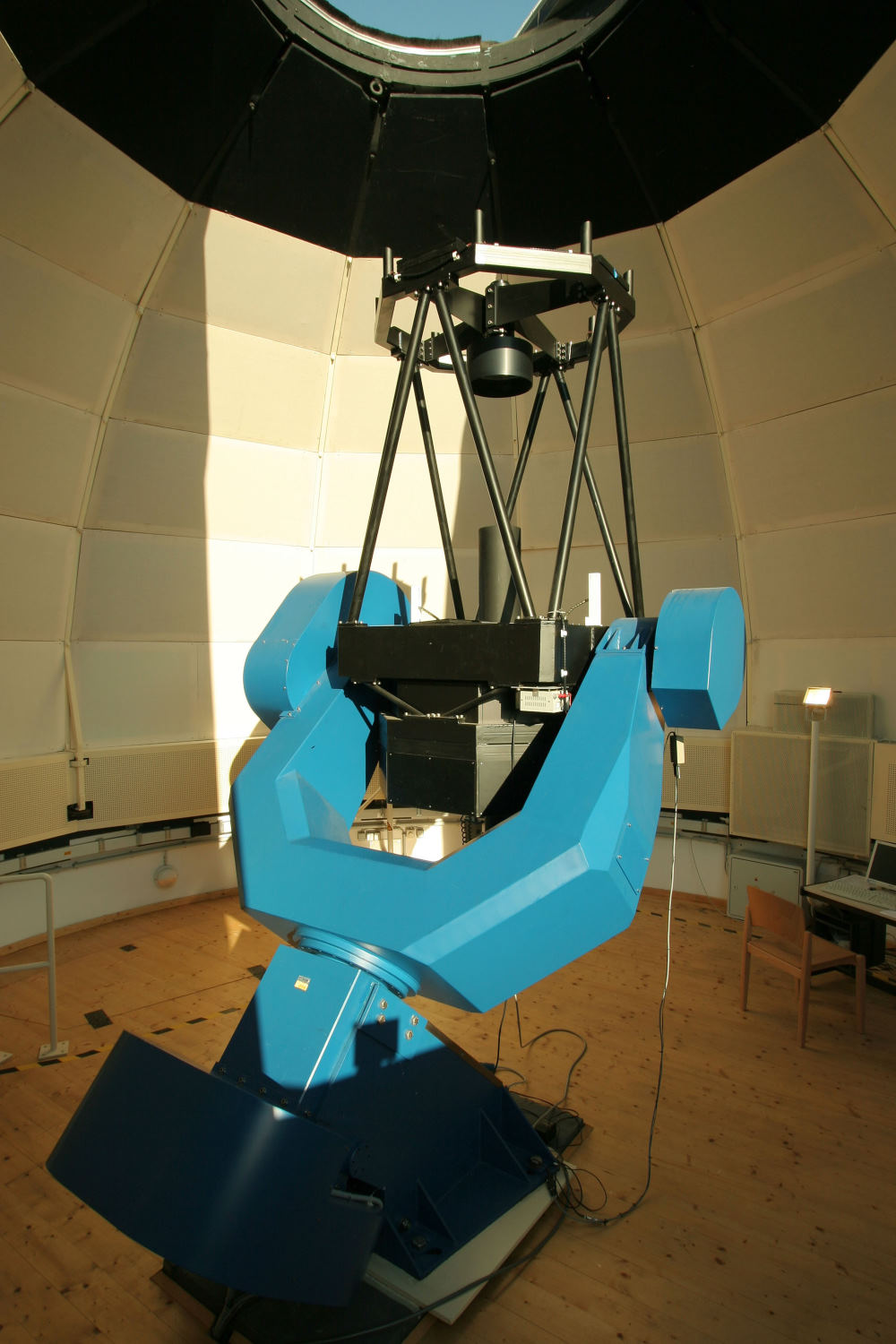
Малый телескоп Обсерватории Венского университета на американской монтировке

Вариант экваториальной монтировки, в котором один конец полярной оси заканчивается вилкой, несущей ось склонений.

## Достоинства и недостатки
По сравнению с другим основным типом монтировки телескопов, альт-азимутальным, экваториальная монтировка обладает определённым количеством как достоинств, так и недостатков, поэтому выбор монтировки для телескопа определяется его размерами, типом и предназначением.
- Простота слежения за небом. Поскольку полярная ось монтировки всегда параллельна оси вращения Земли, то для компенсации этого вращения достаточно поворачивать эту ось с постоянной скоростью. Таким образом для слежения за астрономическим объектом нужен всего лишь один мотор, в качестве которого исторически обычно применялись часовые механизмы, почему полярную ось и называют зачастую часовой.
- Удобство для астросъёмки. Так как ось склонения строго параллельна небесному экватору, то поле зрения телескопа не испытывает «крена» при слежении за астрообъектами, поэтому телескоп не нуждается в дополнительном механизме компенсации бокового качания поля зрения, необходимого в альт-азимутальной монтировке.
- Механическая сложность. Поскольку система координат телескопа с экваториальной монтировкой привязана к небу, а не к поверхности Земли, то обе оси вращения в процессе работы расположены под меняющимися углами к направлению силы тяжести. Это требует точной механической обработки движущихся деталей во избежание заклинивания в некоторых положениях, а также повышенной прочности и жёсткости осей и кронштейнов, чтобы их изгиб под влиянием гравитационного поля Земли не вносил искажения в перемещения телескопа. Кроме этого, асимметричные варианты монтировки требуют наличия массивных противовесов.
- Непригодность для крупных инструментов. С увеличением размера телескопа, сложность и масса экваториального подвеса быстро растёт, достигая, а в некоторых случаях и превышая массу конструкции собственно телескопа. Кроме того, в крупных инструментах заметную роль начинают играть искривления массивных зеркал под влиянием силы тяжести. Экваториальная монтировка, в которой зеркало может находиться, в сущности, под любым углом к направлению притяжения Земли, делает учёт этих искривления значительно более сложным, чем в альт-азимутальной монтировке, где изменяется всего лишь один угол.
- Несколько усложнённая юстировка в цифровых системах управления. Телескоп на экваториальном подвесе для точного определения места требует юстировки по двум справочным звёздам, тогда как для правильно установленного альт-азимутального достаточно одной.